# Ágios Athanásios (Chypre)
Pour les articles homonymes, voir Agios Athanasios.
Ágios Athanásios (grec moderne : Άγιος Αθανάσιος) est une municipalité de Chypre ayant en 2011 14 341 habitants.